# Шиклош (Угорщина)
Шиклош (угор. Siklós) — місто в медье Бараня на півдні Угорщини.

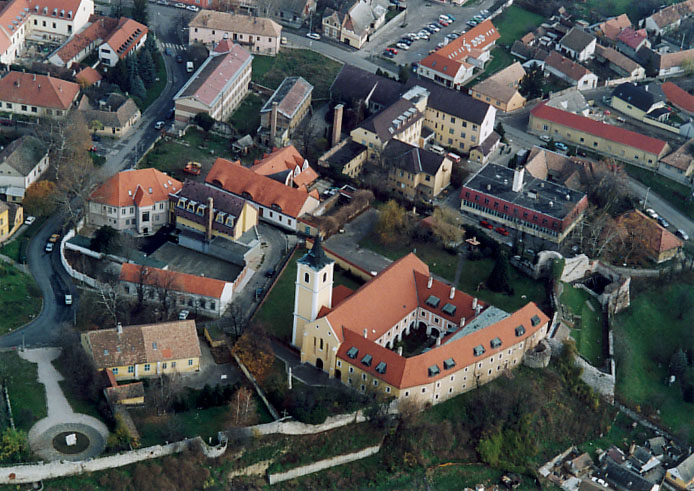

Шиклош розташований за 31 км на захід від адміністративного центру медьє Бараня — міста Печ біля кордону з Хорватією. У 2001 році в місті проживало   — 10   292 людини.
- Площа міста 50,92 км².

## Пам'ятки
Місто знамените стародавньою фортецею (замком). Фортеця вперше згадується в історичних джерелах в 1294 році.
| Угорщина | Це незавершена стаття з географії Угорщини. Ви можете допомогти проєкту, виправивши або дописавши її. |